# Wishmaster 4 - La profezia maledetta
Wishmaster 4 - La Profezia Maledetta (Wishmaster 4: The Prophecy Fulfilled) è un film del 2002 diretto da Chris Angel, terzo sequel di Wishmaster - Il signore dei desideri.

## Trama
Come nei film precedenti, un genio malvagio viene liberato dalla sua prigione e può esaudire tre desideri a chi lo evoca, a modo suo quindi con conseguenze anche negative, aspettando il terzo per liberare gli altri demoni.
Il pittore Sam e la sua ragazza Lisa si sono appena trasferiti, quando lui ha un terribile incidente che lo lascia paraplegico. A causa di questa condizione Sam si deprime e si allontana da Lisa, pensando anche di essere tradito da lei, con il loro avvocato Steven.
Steven offre a Lisa un gioiello che ha trovato nascosto in un'antica scrivania, che era all'insaputa di tutti la cella del Djinn. Lisa risveglia inavvertitamente il demone, che possiede il corpo di Steven dopo averlo ucciso. Il Djinn inizia a fare delle avances a Lisa per indurla a esprimere i desideri.
Il primo desiderio è che la causa per l'incidente che ha portato Sam in quella condizione venga vinta. Il Djinn tortura l'avvocato della controparte fino a quando questi non firma un accordo per 10 milioni di dollari di risarcimento. Il Djinn poi porta Lisa in un ristorante per celebrare la vittoria del caso, chiedendole cosa desidera di più. Quando dice che desidera che Sam possa camminare di nuovo, il Djinn esaudisce questo desiderio, consentendo a Sam di camminare. Il Djinn sente Lisa desiderare di poter amare "Steven" per quello che è veramente.
Il Djinn non può esaudire il desiderio in quanto non comprendeva l'amore umano, e dopo aver studiato la cosa inizia a sviluppare sentimenti per lei.
Nel frattempo angelo tenta di uccidere Lisa per impedire che le venga esaudito il terzo desiderio, il che causerebbe il rilascio di tutti i Djinn e il conseguente armageddon. Tuttavia, il Djinn arriva e combatte contro l'angelo, vincendo la battaglia e uccidendolo. Il Djinn convince Lisa a fare l'amore con lui, lei si rende conto che le è mancato fare sesso ma non ama Steven (la quale è ancora ignara che sia il Djinn). Lui chiede a Lisa in modo molto enfatico se "veramente lo ama per quello che è" nel tentativo di farle esaudire il terzo desiderio; lei capisce qualcosa e non cede.
Appaiono altri demoni Djinn, costringendo Lisa a fuggire. Usando la sua magia per trasformare il piano di sopra in un labirinto circolare, Steven riporta Lisa in camera da letto e le rivela la sua vera forma, offrendole una scelta: prendere la sua mano e accettare di essere la sua signora per quando la razza dei Djinn prenderà il controllo del mondo.
Sam nel frattempo ritorna e cerca di salvare la situazione con la spada dell'angelo, ma viene pugnalato dal Djinn. Mentre il Djinn sta ancora cercando di convincere Lisa a prendergli la mano, Sam ancora vivo fa segno a Lisa di spingere il Djinn verso di lui, attraversando così la lama. Lisa lo spinge, e la terra è salva ma sia il Djinn che Sam muoiono. Lisa esce di casa e la guarda indietro, ricordando i momenti più felici che lei e Sam hanno condiviso
(negli altri episodi l'uccisione del Djinn riporta il tempo a prima della sua evocazione, in questo caso vengono visualizzati i ricordi senza sapere se anche il tempo si è riavvolto).